# Джуанология
Джуанологията (на китайски: 壯學/壮学; пинин: Zhuàngxué; джуански: cang’yoz) е комплексна хуманитарна наука, дял от ориенталистиката, изучаваща историята, културата, езиците, литературата и идеологическите убеждения на джуанцитe, обитаващи Гуанси-джуански автономен регион.
По правило джуанологията не се интересува от изучаването на съвременното обществено-политическо положение и състояние на икономиката на Джуанци с изключение на случаите, когато актуалните въпроси са дълбоко вкоренени в историята и могат да бъдат обяснени с идеите и методите на тази интердисциплинарна наука. 
Китайският историк и антрополог Хуан Сиенфан е описван като „баща на джуанологията“. Той естествено стига до идеята за написването на 2-те книги, с които е най-известен и са публикувани след смъртта му – „Кратка история на Гуанси Джуан“ (1957) и „Обща история на Джуан“ (1988). Тези 2 книги са най-влиятелната интерпретация на произхода и историята на Джуанци през 20 век и до днес са широко четени. 